# Сан-Мигел (Риу-Гранди-ду-Норти)
Сан-Мигел (порт. São Miguel) — муниципалитет в Бразилии, входит в штат Риу-Гранди-ду-Норти. Составная часть мезорегиона Запад штата Риу-Гранди-ду-Норти. Входит в экономико-статистический микрорегион Серра-ди-Сан-Мигел. Население составляет 21 406 человек на 2006 год. Занимает площадь 171,690 км². Плотность населения — 124,7 чел./км².
Праздник города — 29 сентября.

## История
Город основан в 1750 году.

## Статистика
- Валовой внутренний продукт на 2003 год составляет 40 632 826,00 реалов (данные: Бразильский институт географии и статистики).
- Валовой внутренний продукт на душу населения на 2003 год составляет 1951,81 реалов (данные: Бразильский институт географии и статистики).
- Индекс развития человеческого потенциала на 2000 год составляет 0,615 (данные: Программа развития ООН).

## География
Климат местности: тропический.